# Cikupa (Cikupa)
Cikupa is een bestuurslaag in het regentschap Tangerang van de provincie Banten, Indonesië. Cikupa telt 17.174 inwoners (volkstelling 2010).